# Fnx
Lincoln Lau (São Paulo, 30 de janeiro de 1990), mais conhecido como fnx, é um jogador profissional de Counter-Strike (hoje atuando como treinador) e empresário brasileiro. Foi uma vez campeão mundial de Counter-Strike 1.6 e duas vezes campeão mundial de Counter-Strike: Global Offensive. Atualmente, está sem time.

## Biografia
Atualmente, participa de um projeto chamado "Last Dance", que busca um time para representar nos grandes campeonatos de CS:GO. Ele também é dono da marcas de roupas Não Tem Como (NTC).
De acordo com o site Esports Earnings, fnx é o 5º profissional de esports brasileiro que mais ganhou premiações.
fnx é conhecido por ter ganho 6 mundiais durante a franquia Counter-Strike, tendo 66% de aproveitamento nos Majors (mundiais) de CS:GO.
Fora do mundo dos games, fnx é conhecido por ter participado do reality De Férias com o Ex Brasil e por ter conhecido Neymar Jr.

## Carreira

### Início
Começou sua carreira profissional em 2005, aos 15 anos, quando ingressou na equipe GameCrasher, onde no mesmo ano ganhou a ESWC Brazil, campeonato nacional que deu acesso à ESWC Global. Em sua primeira participação global, ficou em 16º dentre as 48 equipes.

### MIBR
No ano seguinte, integrou a equipe principal da MIBR, principal equipe de CS 1.6 brasileira. Em 2006, foi novamente campeão da ESWC Brazil, e dessa vez campeão da ESWC Global, sendo a primeira vez que um time brasileiro conquista um título mundial de Counter-Strike.
Ao total, fnx ficou três temporadas na MIBR, ganhando ainda títulos internacionais como a shgOpen, DreamHack Winter e IEM III American Championship Finals.

### Fim do CS 1.6 e início do CS:GO
Fnx atuou em outras organizações, entre elas FireGamers, Complexity Gaming, Mandic e PlayArt, mas foi em 2015, com o sucesso de Counter-Strike: Global Offensive (CS:GO), lançado em 2012, que o cenário competitivo voltou a ser promissor.

### Não Tem Como
Atuando pela Não Tem Como (NTC), a equipe disputou e ganhou o Golden Chance, evento brasileiro cujo prêmio era a hospedagem da equipe campeã nos Estados Unidos para que acessassem um mercado mais desenvolvido de CS:GO. A equipe ficou nos EUA sob o nome Games Academy.

### Luminosity Gaming
Após ganhar a Golden Chance, Fnx integrou a Luminosity Gaming, equipe liderada por FalleN que contava com jogadores brasileiros de alto nível, como fer, coldzera e TACO. O primeiro título com a Luminosity foi o major MLG Columbus 2016, em uma campanha invicta.
O quinteto brasileiro da Luminosity Gaming ainda ganhou a DreamHack Open Austin 2016, ESL Pro League Season 3: Finals e Esports Championship Series Season 1: Finals.

### SK Gaming
Após negociações conturbadas com a Luminosity Gaming, fnx e o restante do time integraram a SK Gaming, tradicional equipe de e-sports da Alemanha. Na mesma temporada conquistaram o major ESL One Cologne 2016.

### Immortals e times brasileiros
Ao fim da temporada de 2016, a SK Gaming anunciou a saída de fnx. Fnx jogou pela Immortals e depois passou por outros times brasileiros, como Não Tem Como (NTC), a RED Canids, Imperial Esports e Paquetá Gaming.

### Imperial
A Imperial é um time de CS:GO brasileiro liderado por FalleN. O time conta com FalleN, fnx, fer, VINI e boltz. Otime ficou na nona colocação no PGL Major Antwerp 2022, mundial de CSGO

## Títulos e prêmios

#### Majors
- 2016 — ESL One Cologne 2016: Campeão (SK Gaming)
- 2016 — MLG Columbus 2016: Campeão (Luminosity Gaming)
- 2006 — ESWC Global: Campeão (MIBR)

#### Prêmios Individuais
- 2016 — 19º Melhor Jogador de CS:GO da HLTV[8]